# Hryhorij Hładyłowycz
Hryhorij Hładyłowycz, ukr. Григорій Гладилович (ur. 15 maja 1817 w Radymnie, zm. 16 lipca 1904 w Chyrowie) – ksiądz greckokatolicki, administrator dekanatu birczańskiego w latach 1858–1859.
Wyświęcony w 1843. W latach 1843–1847 wikary w Izdebkach, w latach 1847–1859 proboszcz w Hłomczy, w latach 1859–1871 proboszcz w Brzegach Dolnych. Od 1871 do śmierci proboszcz w Chyrowie. Żonaty z Teklą Semeczko, owdowiał w 1884. Ich synem był Damian Hładyłowycz (1845-1892), ukraiński pedagog, filolog i publicysta.
W latach 1858–1859 administrator dekanatu birczańskiego.